# Decade Volcanoes
Die Decade Volcanoes umfassen 16 aktive Vulkane, die in den 1990er Jahren im Rahmen der Dekade zur Reduzierung von Naturkatastrophen von der International Association of Volcanology and Chemistry of the Earth’s Interior ausgewählt wurden. Diese 16 Vulkane sollen in diesem Programm wissenschaftlich besonders untersucht und überwacht werden.

## Liste
| Name                                       | Staat                                 | Abbildung |
| ------------------------------------------ | ------------------------------------- | --------- |
| Awatschinskaja Sopka und Korjakskaja Sopka | Russland (Halbinsel Kamtschatka)      |           |
| Colima                                     | Mexiko                                |           |
| Galeras                                    | Kolumbien                             |           |
| Mauna Loa                                  | Vereinigte Staaten (Hawaii)           |           |
| Ätna                                       | Italien (Insel Sizilien)              |           |
| Merapi                                     | Indonesien (Insel Java)               |           |
| Nyiragongo                                 | Kongo                                 |           |
| Mount Rainier                              | Vereinigte Staaten (Washington)       |           |
| Vesuv                                      | Italien                               |           |
| Unzen                                      | Japan (Insel Kyūshū)                  |           |
| Sakurajima                                 | Japan (Insel Kyūshū)                  |           |
| Santa María                                | Guatemala                             |           |
| Santorini                                  | Griechenland (Insel Santorin)         |           |
| Taal                                       | Philippinen (Insel Luzon)             |           |
| Teide                                      | Spanien (Insel Teneriffa)             |           |
| Ulawun                                     | Papua-Neuguinea (Insel Neubritannien) |           |